# Artem Ivanovics Kicsak
Artem Ivanovics Kicsak (ukránul: Артем Іванович Кичак; Vinnicja, 1989. május 16. –) ukrán labdarúgó.

## Pályafutása

### Klubcsapatokban
Kicsak az ukrán Dinamo Kijiv akadémiáján nevelkedett, 2006 és 2013 között többnyire az egyesület másodszámú csapatában lépett pályára. 2013 és 2017 között a szintén ukrán élvonalbeli FK Voliny Luck, majd 2017 és 2018 között az FK Olimpik Doneck játékosa volt. 2018 nyarán szerződtette őt az MTK Budapest. Ahol 25 lépett pályára a bajnokságban. 2019. nyarán távozott az MTK-tól.

### Válogatottban
Kicsak 2009-ben tagja volt az ukrán U21-es labdarúgó-válogatottnak, azonban egyetlen mérkőzésen sem lépett pályára.